# 고리우잉
고리우잉(Goh Liu Ying, 吴柳莹)은 말레이시아 화교 여자 배드민턴 선수다. 찬펭순(Chan Peng Soon)과 혼성복식 파트너로 뛰었었다.

## 경력
2016 리우데자네이루 올림픽 혼합복식에서 은메달을 획득하며, 말레이시아 여자 선수로는 최초로 배드민턴에서 메달을 획득했다. 